# Nini Andretta
Nini Andretta, fälschlich auch Rini Andretta, bürgerlich Adele Andretta,  (* 18. Oktober 1910 in München; † 18. April 1987 in Meran) war eine österreichische Skirennläuferin.
Andretti, die damals in Kufstein lebte, trat im Winter 1931/1932 als Skirennläuferin hervor. Sie wurde Dritte bei der Tiroler Meisterschaft im Jänner 1932 in Kufstein. Einige Tage danach wurde sie in Kitzbühel Vierte in der Abfahrt und Zweite im Slalom, was auch den zweiten Rang in der Kombinationswertung bedeutete. Bei den Österreichischen Meisterschaften im Februar 1932 in Zell am See wurde sie Zehnte in der Abfahrt. Beim Arlberg-Kandahar-Rennen in St. Anton im März 1932 wurde sie Siebente in der Abfahrt und Neunte in der Kombination. Im März 1932 siegte sie beim ersten Hahnenkammrennen der Damen in Kitzbühel; sie gewann Abfahrt, Slalom und Kombination.
Im Mai 1932 heiratete sie in München Fritz Janetschek. Bis in das hohe Alter war sie begeisterte Skifahrerin und Bergsteigerin. Mit 75 Jahren bestieg sie noch den Ortler.